# Guacarí
Guacarí è un comune della Colombia facente parte del dipartimento di Valle del Cauca.
L'abitato venne fondato da Juan López Ayala nel 1570.